# 安娜·希維德尼察
安娜·希維德尼察（波蘭語：Anna Świdnicka，1339年—1362年7月11日），神聖羅馬皇后，希維德尼察公爵恩里克二世的女兒。

## 家庭
1353年，安娜與德意志兼波希米亞國王卡雷爾一世（即日後的神聖羅馬皇帝查理四世）結婚，兩人共有1子1女：
1. 伊莉莎白（英语：Elisabeth of Bohemia (1358–1373)）（1358年—1373年），早逝
2. 溫塞斯拉斯（1361年—1419年）